# Mendaza
Mendaza település Spanyolországban, Navarra autonóm közösségben. Mendaza Lana, Nazar, Mirafuentes, Desojo, Mués, Sorlada, Piedramillera, Ancín-Antzin és Zúñiga községekkel határos. Lakosainak száma 291 fő (2024).

## Népesség
A település népessége az elmúlt években az alábbi módon változott:
| Lakosok száma | 363  | 347  | 323  | 308  | 350  | 318  | 301  | 287  | 297  | 291  |
|               | 2001 | 2004 | 2007 | 2009 | 2012 | 2014 | 2017 | 2019 | 2022 | 2024 |